# Donta Smith
Donta Lamont Smith (* 27. November 1983 in Louisville, Kentucky) ist ein US-amerikanisch-venezolanischer Basketballspieler. Smith wurde, was relativ ungewöhnlich ist, 2004 direkt aus dem Junior College für die am höchsten dotierte Profiliga NBA ausgewählt. Hier konnte er jedoch in den folgenden zwei Jahren nicht voll überzeugen und spielte anschließend für professionelle Mannschaften in bis auf Afrika nahezu allen Erdteilen, insbesondere in China, Puerto Rico und Venezuela, wo er 2013 eingebürgert und Nationalspieler wurde. In der NBL Australasiens gewann er als „Finals-MVP“ 2009 die Meisterschaft mit den South Dragons sowie mit Lukoil Akademik zweimal das bulgarische Double. Neben einer venezolanischen Meisterschaft mit den Marinos de Anzoátegui gewann er auch 2012 eine Meisterschaft in der BSN Puerto Ricos. Seit 2012 spielt er in der israelischen Ligat ha’Al für Maccabi Haifa, die 2013 überraschend die ansonsten national dominierende Mannschaft von Maccabi Tel Aviv entthronen konnten und erstmals die Meisterschaft gewannen.

## Karriere
Smith musste nach der Schule 2002 zunächst zum Studium an das Southeastern Illinois Community College in Carmi (Illinois), wo er für die Hochschulmannschaft Falcons in der „National Junior Collegiate Athletic Association“ (NJCAA) spielte. Nach zwei Jahren hatte er die akademischen Voraussetzungen für ein weiterführendes Studium erreicht und wurde als Neuzugang an der University of Louisville in seiner Heimatstadt erwartet, wo er für die Cardinal unter dem bekannten Trainer Rick Pitino gespielt hätte. Nachdem Interesse an seiner Person im NBA Draft bekannt geworden war, meldete er sich jedoch zum „Entry Draft“ der am höchsten dotierten Profiliga NBA an und wurde an 34. Position von den Atlanta Hawks ausgewählt. Dieses war eine recht außergewöhnliche Wahl, da Spieler üblicherweise nach vier Spielzeiten in der NCAA oder gegebenenfalls bereits früher ausgewählt werden. Sogenannte „Junior College“(JuCo)-Spieler müssen aber im Regelfall ihr Talent noch einmal in der NCAA beweisen, bevor sie ausgewählt werden, da der Talentnachweis als JuCo-Spieler in der Praxis nicht höher eingeschätzt wird als an der High School.
Nachdem Smith in der NBA 2004/05 von den Hawks in 38 Einsätzen noch gut zehn Minuten Einsatzzeit pro Spiel bekommen hatte, reduzierte sich in der NBA 2005/06 seine Spielzeit und er wurde an das „Farmteam“ Arkansas RimRockers in der NBA Development League (D-League) abgegeben, stand aber am Saisonende wieder im Kader der Hawks. Schließlich gab man ihn nach dem Saisonende aus seinem Vertrag frei und Smith konnte auch keinen Vertrag für einen anderen NBA-Klub erreichen. Im Januar 2007 ging er nach Europa und spielte für den bulgarischen Meister Lukoil Akademik in der Hauptstadt Sofia, wo er nach knapp zwei Monaten am „All-Star-Game“ der nationalen Liga teilnehmen durfte, und neben dem Sieg im „Slam Dunk Contest“ auch als „Most Valuable Player“ (MVP) des Spiels ausgezeichnet wurde. Lukoil Akademik konnte 2007 und 2008 seine Titel in nationaler Meisterschaft und Pokalwettbewerb verteidigen und Smith gewann zweimal das Double in Bulgarien.
Zur Saison 2008/09 bekam Smith, dem eine Rückkehr in die NBA im Sommer erneut misslang, dann einen Vertrag in der Chinese Basketball Association bei den Zhongyu aus Shanxi. Im Dezember 2008 musste er jedoch bereits Platz im Kader machen für den ehemaligen NBA-Star Bonzi Wells und Smith ging in die NBL Australasiens zu den South Dragons aus Melbourne. Mit diesen gewann er in der Saison 2008/09 erstmals die Meisterschaft in dieser Liga und wurde als MVP der Finalserie ausgezeichnet. Anschließend war Smith kurzzeitig im Sommer 2009 auch erstmals in der Baloncesto Superior Nacional (BSN) auf Puerto Rico für den vormaligen Vizemeister Gigantes aus Carolina aktiv. Während die South Dragons nach dem Meisterschaftsgewinn ihren Spielbetrieb in der NBL bereits wieder einstellen mussten, wurde Smith von den Shanxi Zhongyu zurück in die CBA geholt. Im März 2010 wechselte er dann erstmals nach Venezuela zu den Marinos aus Anzoátegui, die als Titelverteidiger in der LPB die Finalserie um die Meisterschaft gegen die Cocodrilos aus Caracas verloren. Nachdem er im Sommer 2010 sich vertraglich an die Vaqueros aus Bayamón in der BSN Puerto Ricos gebunden hatte, spielte er zu Beginn der Saison 2010/11 zunächst wieder in Venezuela in der LNB für die Espartanos von der Isla Margarita. Im Dezember 2010 holten ihn die Dinosaurs aus Liaoning zurück in die CBA.
Im März 2011 kehrte Smith zu den Marinos nach Venezuela zurück, mit denen er sich in der Finalserie gegen Titelverteidiger Cocodrilos die Meisterschaft zurückholte. Im letzten Finalspiel war er „Topscorer“. In der Saison 2011/12 spielte Smith für Fuerza Regia aus Monterrey in der Liga Nacional de Baloncesto Profesional Mexikos. Nachdem man die Hauptrunde als Zweiter beendet hatte, verlor man die Play-off-Halbfinalserie gegen den Titelverteidiger Toros aus Nuevo Laredo knapp in sieben Spielen. Direkt im Anschluss kehrte Smith in die BSN Puerto Ricos zurück, wo er diesmal mit den Indios aus Mayagüez die Meisterschaft der BSN gewann. Für die Saison 2012/13 bekam Smith dann einen Vertrag bei Maccabi aus Haifa in der israelischen Ligat ha’Al, die dem Spielbetrieb der FIBA Europa angeschlossen sind. Neben Smith verpflichtete Maccabi noch den Mexikaner Paul Stoll als einen weiteren Spieler, der zuvor in der LNBP aktiv gewesen war und als bester mexikanischer Spieler der LNBP 2011/12 ausgezeichnet worden war. Im Vorjahr als Elfter noch Tabellenletzter der höchsten israelischen Spielklasse, die in jener Spielzeit ohne Absteiger ausgespielt wurde, erreichte Maccabi 2013 nach vier Jahren erstmals wieder das Finalspiel um die israelische Meisterschaft. Dort besiegte man überraschend die Mannschaft vom Titelverteidiger Maccabi Tel Aviv, die zuvor seit 1954 50 von 59 Meistertiteln gewonnen hatte, und gewann erstmals die Meisterschaft. 
Nach dem Saisonende wurde Smith 2013 vom venezolanischen Verband für die Nationalmannschaft gewonnen und kurzfristig eingebürgert. Bei der Amerikameisterschaft 2013 vor heimischem Publikum in Caracas war er dann auch gleich mannschaftsinterner Topscorer der Nationalmannschaft. Trotzdem reichte es knapp nicht zur Qualifikation für die Endrunde der WM 2014. Nach der verpassten Qualifikation beim vorolympischen Qualifikationsturnier in Venezuela ein Jahr zuvor bedeutete dies eine weitere Enttäuschung für die Nationalmannschaft, die sich seit 2006 nicht mehr für eine globale Endrunde hatte qualifizieren können. Für die Saison 2013/14 kehrte Smith zu Maccabi Haifa zurück, die Stoll durch seinen Nationalmannschaftskollegen David Cubillan ersetzten. Im Eurocup 2013/14 erreichte man die zweite Runde, in der Smith am dritten Spieltag als effektivster Spieler zum „Spieler der Woche“ ernannt wurde, nachdem ihm diese Auszeichnung bereits in der Vorrunde am dritten Spieltag zuteilwurde.